# Лоньско
Лоньско (пол. Łońsko) — село в Польше, входит в Великопольское воеводство, Злотувский повят, Гмина Краенка. Население — 120 человек.